# Viktor Láznička
Viktor Láznička (Pardubice, 9 de gener de 1988) és un jugador d'escacs txec que té el títol de Gran Mestre Internacional des de 2006.
A la llista d'Elo de la FIDE del novembre de 2015, hi tenia un Elo de 2665 punts, cosa que en feia el jugador número 2 (en actiu) de Txèquia. El seu màxim Elo va ser de 2704 punts, a la llista de gener de 2012 (posició 41 al rànquing mundial).

## Resultats destacats en competició
Va aprendre a jugar els escacs a l'edat de sis anys, i ràpidament va progressar jugant en torneigs infantils guanyant força premis entre els quals inclouen el millor de la categoria sub-10 el 1997, el millor sub-12 en els anys 1998 i 1999, i segon en el torneig sub-18 al 2001.
El 2005, al Campionat d'Europa d'escacs de la joventut, que tingué lloc a Herceg Novi, obtingué la medalla de bronze a la categoria sub-18. El 2006 fou Campió de Txèquia. Participà en la Copa del Món de 2007 on fou eliminat a la primera ronda per Bartłomiej Macieja.
Es tornà a classificar per a participar en la Copa del Món de 2015 on fou eliminat a la segona ronda per Michael Adams (escaquista) després d'eliminar a Varuzhan Akobian a la primera ronda.

### Participació en olimpíades d'escacs
Láznička ha participat, representant Txèquia, en cinc Olimpíades d'escacs entre els anys 2006 i 2014, amb un resultat de (+24 =20 –9), per un 64,2% de la puntuació. El seu millor resultat el va fer a les Olimpíada del 2006 en puntuar 7½ de 10 (+6 =3 -1), amb el 75,0% de la puntuació, amb una performance de 2711.